# Мизюгол
Мизюгол, Мизюхол, в документах 1955 г. - Мезюк- Кол — упразднённый посёлок Таптышского района Хакасской автономной области Красноярского края России (в современном Таштыпском районе Хакасии). Входил в Матурский сельсовет.

## География
Находился в горной лесной местности на реке Малый Мизюхол, вблизи её впадения в реку Матур,   в 18 км от посёлка Матур, центра сельского Совета.
Абсолютная высота — 564 метра над уровнем моря.

## Известные уроженцы, жители
Татьяна Алексеевна Демешкина (дев. Бочкарева) (р. 29 ноября 1955) — советский российский филолог, преподаватель высшей школы. Доктор филологических наук (2000). Лауреат Государственной премии РФ в области науки и техники за комплексное исследование русских говоров Среднего Приобья (1964—1995 гг.) (1997).

## Инфраструктура
Действовала начальная школа, леспункт Матурского леспромхоза.

## Транспорт
Из посёлка Матур идёт лесовозная дорога.